# Сельское поселение Глушицкий
Сельское поселение Глушицкий — муниципальное образование в Большечерниговском районе Самарской области.
Административный центр — посёлок Глушицкий.

## Административное устройство
В состав сельского поселения Глушицкий входят:
- посёлок Глушицкий,
- село Благодатовка,
- посёлок Торшиловский.